# Понікви
Понікви (пол. Ponikwy) — село в Польщі, у гміні Закшев Люблінського повіту Люблінського воєводства.
Населення — 223 особи (2011).
У 1975-1998 роках село належало до Замойського воєводства.

## Демографія
Демографічна структура станом на 31 березня 2011 року:
|          | Загалом | Допрацездатний вік | Працездатний вік | Постпрацездатний вік |
| -------- | ------- | ------------------ | ---------------- | -------------------- |
| Чоловіки | 106     | 23                 | 67               | 16                   |
| Жінки    | 117     | 23                 | 54               | 40                   |
| Разом    | 223     | 46                 | 121              | 56                   |